# 梯形
梯形是只有一组對邊平行的凸四邊形。梯形平行的兩條邊为底边，分別稱為上底和下底，其间的距離為高，不平行的两条边为腰。下底与腰的夹角为底角，上底与腰的夹角为顶角。有的也将梯形定义为有至少一组对边平等的凸四边形，從兒將平行四边形也视为一种梯形

## 性质

### 中位线
由梯形两腰的中点连成的线段称为梯形的中位线。梯形的中位线与上底和下底都平行，长度为上底与下底的长度之和的一半，即：{\displaystyle m={\frac {\left(a+b\right)}{2}}}

### 高
若{\displaystyle a,b}為梯形的底邊，{\displaystyle c,d}為梯形的兩腰，其中{\displaystyle a\neq b}，則两个底之间的距离称为高，其长度为：
{\displaystyle h={\frac {\sqrt {-(a-b+c+d)(a-b+c-d)(a-b-c+d)(a-b-c-d)}}{2\left|a-b\right|}}}

### 面積
梯形的面積{\displaystyle S}满足： 
{\displaystyle S={\frac {1}{2}}(a+b)h}
其中，{\displaystyle h}是梯形的高，{\displaystyle a}和{\displaystyle b}分别为其上底和下底。
事实上，由于中位线{\displaystyle m={\frac {a+b}{2}}}因此梯形面積{\displaystyle S}亦满足：
{\displaystyle S=mh}
其中 {\displaystyle m} 为中位线的长度。
以上两个公式均适用于任何梯形，也包括平行四边形。

### 边与角的关系
- 上下底边平行，因此上下邻角互为补角，度数和为180度。
- 对角线分割另一条对角线的比相同。

## 分类

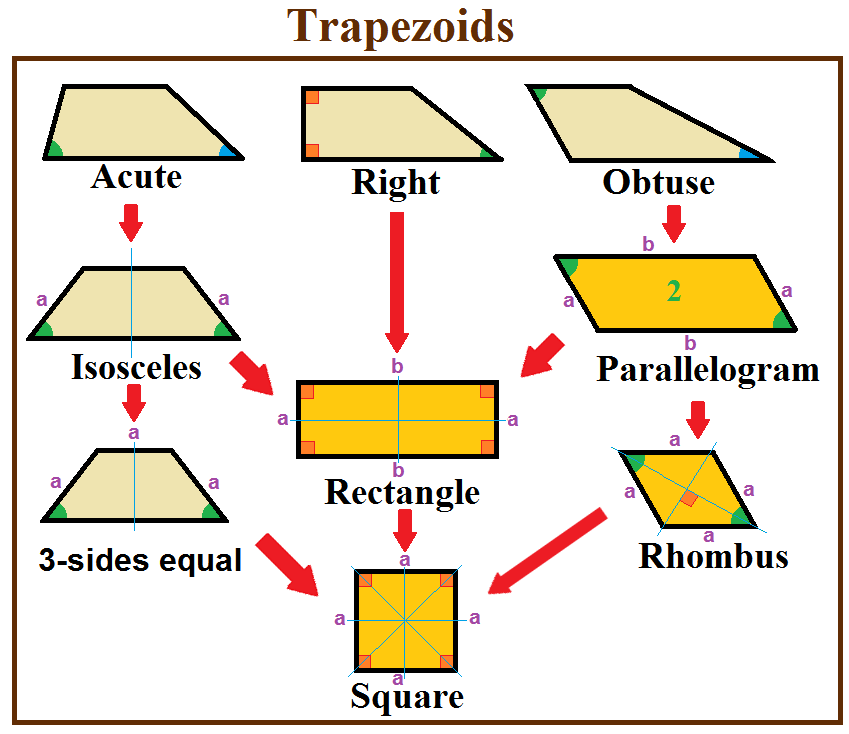
梯形的分类，橙色的通常不被认为是梯形

梯形通常可根据角的关系分为锐角梯形、直角梯形、钝角梯形三类。

### 锐角梯形
锐角梯形（acute trapezoid）是指底边都是个锐角的梯形，等腰梯形是特殊的锐角梯形

### 直角梯形
一个底角为90°的梯形是直角梯形（right trapezoid）。由于梯形的二底边平行，因此根据同旁内角关系，直角梯形一腰上的两个底角都是90°。

### 钝角梯形
钝角梯形（obtuse trapezoid）是指两底边都有一个锐角和一个钝角的梯形，平行四边形可看作是特殊（两腰相等）的钝角梯形。

## 特殊的梯形

### 等腰梯形
两腰长度相等的梯形称为等腰梯形，具有如下性质：
1. 两条对角线相等。
2. 同一底上的二内角相等。
3. 对角互补，四顶点共圆。

依据以上性质，判定一个四边形是等腰梯形可以通过以下命题：
1. 两条对角线相等的梯形是等腰梯形。
2. 同一底上的二内角相等的梯形是等腰梯形。
3. 四顶点共圆的梯形是等腰梯形。

### 正交梯形
对角线相互垂直的梯形是正交梯形。

### 圆外切梯形
存在内切圆的梯形称为圆外切梯形，此外还有圆外切等腰梯形和圆外切直角梯形子类型。